# Three Days Grace
Three Days Grace е канадска алтърнатив рок банда, формирана като Groundswell в градчето Норууд, провинция Онтарио, Канада през 1992 г.
След раздялата в края на 1997 г. групата се събира под настоящото име със състав, включващ китариста и вокалист Адам Гонтиер, барабаниста и беквокалист Нийл Сандерсън и басиста Брат Уалст. През 2003 г. Бари Сток се присъединява като китарист на групата.
След като пее за Jive Records, групата издава 4 студийни албума до днес. Three Days Grace през (2003) и One-X (2006) са оценени като платинени в Щатите и двойно платинени в Канада. През 2007 г. групата е обявена за № 1 рок изпълнител на годината от сп. „Билборд“ и е 4-та подред в ефира на Канада същата година. Третият албум Life Starts Now на бандата е пуснат на 22 септември 2009 г. Четвъртият албум на бандата е Transit Of Venus, който е пуснат на 2 октомври 2012 г.
Групата е продала повече от 6 милиона албума преди пускането на третия албум.

## История

### Независими години
Three Days Grace, които първоначално са наречени Groundswell са алтърнатив рок банда, формирана през 1992 в Норууд, Онтарио. По това време съставът е от вокалиста Адам Гонтиер, барабаниста Нийл Сандерсън, басиста Брад Уалст, китарсита Фил Кроу и вторият китарист Джо Грант. Повечето от членовете още ходели на училище, когато бандата е сформирана.
До есента на 1997 Фил Кроу и Джо Грант вече са напуснали Groundswell. Същата година Гонтиер, Сандерсън и Уалст се прегрупират и променят името на бандата на „Three Days Grace“. Според Гонтиер името се отнася към следния въпрос: ако имаш три дни да промениш нещо, ще можеш ли да го направиш? В Торонто групата се запознава с местния продуцент Гавин Браун. Бандата му дава няколко години материал, който са сътворили от формирането и той той избира тези, които нарича „чисти златни кюлчета“. Браун и групата обработили песните в демо албум, който дават на EMI Music Publishing Canada. Звукозаписната компания иска да чуе повече материал и заедно с Браун за продуцент, групата създава песента „I Hate Everything About You“, която привлича интереса на няколко звукозаписни компании.. Скоро бандата подписва с Jive Records след като е потърсена от президента на компанията..

### Three Days Grace(2003 – 2005)
След подписването с Jive групата се мести в Long View Farm, студио в North Brookfield, Massachusetts, за да запишат дебютния си албум. Едноименният албум е завършен в Woodstock, New York и пуснат на пазара на 22 юли 2003. Бива приет главно със смесени и благоприятни отзиви. Дейв Дорей от IGN казва за албума „Грешки? Няма много.“ Рецензентката от Allmusic Хедър Фареса казва за Three Days Grace: „групата е фокусирана и се придържа към формулата на алтърнатив метъла – съчетано със строга композиция и някои неочаквано красиви припеви – от което резултатът е силни песни, които са по-запомнящи се от работата на много други колеги. Въпреки това тя критикува албума за простотата, заключвайки „Three Days Grace определено са една от най-достъпните алтърнатив метъл банди на 21 век, просто им е нужно да прибавят още малко идентичност към звука си.“
За да подкрепят едноименния си албум през 2003 Three Days Grace пускат първият сингъл от него „I Hate Everything About You“, чието демо печели на бандата договор. Песента среща голям успех и бързо става широко разпространена песен, наричана дебютния хит на бандата. След присъединяването на Бари Сток в края на 2003, Three Days Grace тръгват на продължително и обширно турне за почти две години. Албумът се извисява на девето място в Canadian Albums Chart и на 69 в Billboard 200 и е определен за платинен в US от RIAA през декември 2005 и двойно платинен в Канада от CRIA.

### One-X(2006 – 2008)
По времето когато първият албум на групата се превръща в забележителен успех още с пускането на първия сингъл „I Hate Everything About You“ последван от още два сингъла „Just Like You“ и „Home“, вокалистът Адам Гонтиер развива пристрастеност към болкоуспокояващите OxyContin. След приключването на турнето за първия им албум бандата знае, че не може да продължи с положението в което се намира Адам, така че през 2005 с подкрепата на семейството, приятелите и членовете от групата Адам Гонтиер се записва в CAMH (Клиника за пристрастявания и психично здраве). Докато се лекува Гонтиер, тъжен и отчаян, започва да пише текстове за песни отнасящи се до това как се чувства и през какво е минал в рехабилитацията. Адам Гонтиер успешно завършва лечението си в CAMH; той и групата усещат онзи мир и спокойствие, който ще им е необходим за записването на успешен втори албум. Бандата намира точното място в Северен Онтарио, Канада във вила само за тях, където експериментират, пробват и изпълняват песни. След три месеца във вилата те завършват това, което ще бъде втория им албум. Песните, които включват в албума, са от текстовете на Гонтиер от клиниката. Първият сингъл от One-X е озаглавен ‘Animal I Have Become” и текста е написан от Адам докато е изтрезнявал. Вторият албум съдържа поне още 4 песни, които Адам е написал в клиниката. Такива са например „Over and Over“, „Gone forever“ и още два хит сингъла „Pain“ и „Never Too Late“. В интервю от 2006 Гонтиер казва, че материалите от албума са по-лични за него от предишната работа на групата защото произлиза от неговото отчаяние, зависимост и оздравяване, които представляват последните две години от живота му. Албумът, озаглавен One-X, е пуснат на 13 юни 2006 и е звукосаписният дебют на Бари Сток.
One-X среща главно смесени оценки. Toronto Star правят комплимент на албума с ревю, чието загалвие е „Един албум, който си заслужава да се купи...“ и се фокусира върху текстовете, казвайки „Текстовете наистина ти говорят, особено ако преминаваш през тежък период от живота си.“ Критикът от Allmusic Кори Ейпър похвалва музиката, казвайки „остава си привлекателна, въпреки тъмнината на текстовете“. Въпреки това албумът получава негативни критики. Ейпър посочва, че Three Days Grace почти не са иновативни към подхода си да пишат музика и тези бъдещи отличителни черти ще помогнат на бандата да се отдели от техните алт-метъл колеги.
One-X се извисява под номер две в канадската класация на албуми и под номер пет в Billboard 200, продавайки 78 000 копия в Щатите през първата седмица след пускането си. Първият сингъл „Animal I Have Become“ е най-успешен за Three Days Grace, ставайки най-пусканата рок песен в Канада през 2006 и албумът изстрелва Three Days Grace като номер едно рок изпълнител в ефира на Щатите и Канада за 2007, като Billboard ги класира като номер едно рок изпълнител на 2007. One-X е признат за платинен от RIAA в САЩ на 30 август 2007 и двойно платинен от CRIA в Канада през юли 2007. Three Days Grace обикалят Щатите и Канада през втората половина на 2006 и цялата 2007. В ранната 2008 правят турне заедно със Seether и Breaking Benjamin в САЩ.

### Life Starts Now(2009 – 2011)
От март до август 2008 и от януари до април 2009 Three Days Grace записват своя трети албум в The Warehouse Studio във Vancouver, British Columbia, и Los Angeles, с продуцента Хауърд Бенсън, който е работил с тях и над предишните им албуми. Албумът, озаглавен Life Starts Now, е пуснат на пазара на 22 септември 2009. Критиците, както и членовете на групата, отбелязват, че албумът се отделя от гневния тон на предишните албуми на групата и достига лиричен стил, който е по-оптимистичен. Според китариста Бари Сток темата на албума се съсредоточава около „ново чувство за свежест“ и идеята, че „не трябва да си заседнал в живота с каквото и да си имаш работа. Без значение дали е добро или лошо, изборът да направиш промяна е твой.“
Life Starts Now дебютира под номер три на Billboard 200. Най-високата позиция на Three Days Grace в класацията и продават 79 хил. копия през първата седмица след пускането на албума. Албумът отново е приет със смесени оценки. Бен Рейнър от Toronto Star дава негативно ревю върху албума, казвайки че притежава „никакъв собствен саунд, просто повърхностна смесица между Nickelback и Linkin Park“. Според Джеймс Кристофър Моргън от Allmusic, който дава 3 от 5 звезди на албума, Life Starts Now продължава темата на One-X, личните демони на Гонтиер, но с „намек за светлина“. Той прави комплимент на албума, казвайки „използва добре познатите метъл теми за гняв, изолация, душевна болка и изкупление с онзи завистлив респект, който заслужават. По-груби негативни оценки идват от Бен Чайковски от 411mania.com определя албума като „Скучен, безинтересен, банален, обикновен, сигурен и всички думи, които използвам, за да опиша Life Starts Now, последният албум от Three Days Grace, са истина“.
Първият сингъл от албума – „Break“ е пуснат на 1 септември 2009. Three Days Grace предприемат 20-дневно турне из Канада, продължило през ноември и декември 2009. Сътрудничат си за турне в Щатите през януари и февруари заедно с Breaking Benjamin и Flyleaf.
На 26 март 2010 в Grand Rapids, Michigan започва турнето им из Щатите с Chevelle и Adelitas Way, което приключва на 16 април 2010 в Springfield, Massachusetts.
Албумът е номиниран за Най-добър рок албум на наградите на Juno за 2010, но губи от Billy Talent III.
На 9 май е обявено, че Three Days Grace ще участват в Rocklahoma 2010.
През април 2010 е обявено, че групата ще е титуляр на Pointfest 2010 в St.Louis, MO. Те са рамо до рамо с групи като Hollywood Undead и Seether.
През юли 2010 е обявено, че Three Days Grace ще са заедно с Nickelback и Buckcherry на турнето Dark Horse Fall 2010.

## Музикален стил и влияние
Музикалният стил на Three Days Grace главно се определя като алтърнатив метъл и хардрок през кариерата си. Хедър Фереса от Allmusic в ревю за дебютния албум на групата ги сравнява с рок банди като Chevelle и Helmet. Кори Ейпър от Allmusic казва, че One-X показва „достъпна алт-метъл атака от откровени текстове и смазващ ритъм“, които запазват мелодичния звук на своите предшественици „въпреки мрачността на текстовете“.
Бандата е изброила безброй влияния на тяхната музика. Гонтиер споменава групи като Synny Day Real Estate, Kyuss, Nine Inch Nails и Tool за влияние на музиката на бандата. Джули Гаристо от St. Petersburg Times твърди, че въздействието върху Three Days Grace също включва гръндж бандата Nirvana и хевиметъл дружината Black Sabbath. Според Гонтиер текстовете на Three Days Grace най-вече са повлияни от Seattle music scene. Той заключва в интервю „В музикално отношение има много различни влияния, но текстово е трудно да имаш различния въздействия защото просто пишеш.“

## Награди
Three Days Grace са признати за своите музикални усилия с няколко награди и номинации. През 2007 групата е определена от Mediabase като номер едно изпълнител в ефира на всички рок формати в САЩ и Канада и Billboard ги определя като Номер едно рок музикант на годината. Three Days Grace са били номинирани за наградата Джуно. През 2004 групата е номинирана за Нова група на годината. „I Hate Everything About you“ е номинирана за Най-добро рок видео и Избор на публиката: любима канадска група на Much Music Awards. През 2007 са номинирани за Група на годината и албумът им One-X за Албум на годината. Първия сингъл на бандата от One-X „Animal I Have Become“ е най-пусканата рок песен в Канада за 2006 и печели годишната награда на Mediabase за най-пускана рок песен по радиото. „Never Too Late“ е номинирана за Най-добро видео и Най-добро рок видео, а „Pain“ за Най-добро интернационално видео от канадец и Избор на публиката: любима канадска група на Much Music Awards. През 2010 Life Starts Now е номиниран за Най-добър рок албум на наградите Джуно, но губи от Billy Talent III. През 2010 „Break“ е номинирана за Най-добро видео пост-продукция и Най-добро рок видео на годината на Musch Music Awards. В Fuce.tv „The Good Life“ в анкета за Най-добър летен хит.

## Членове на групата

### Настоящи членове
- Мат Уалст – вокал, ритъм китара (2014 – до днес)
- Брад Уалст – бас, беквокали (1997–до днес)
- Нийл Сандерсън – барабани, перкусии, пиано, беквокали (1997–до днес)
- Бари Сток – китарист (2003–до днес)

## Дискография

### Студийни албуми
- Three Days Grace (2003)
- One-X (2006)
- Life Starts Now (2009)
- Transit Of Venus (2012)
- Human (2015)
- Outsider (2018)
- Explosions (2022)